# ウラル・ピクトグラム

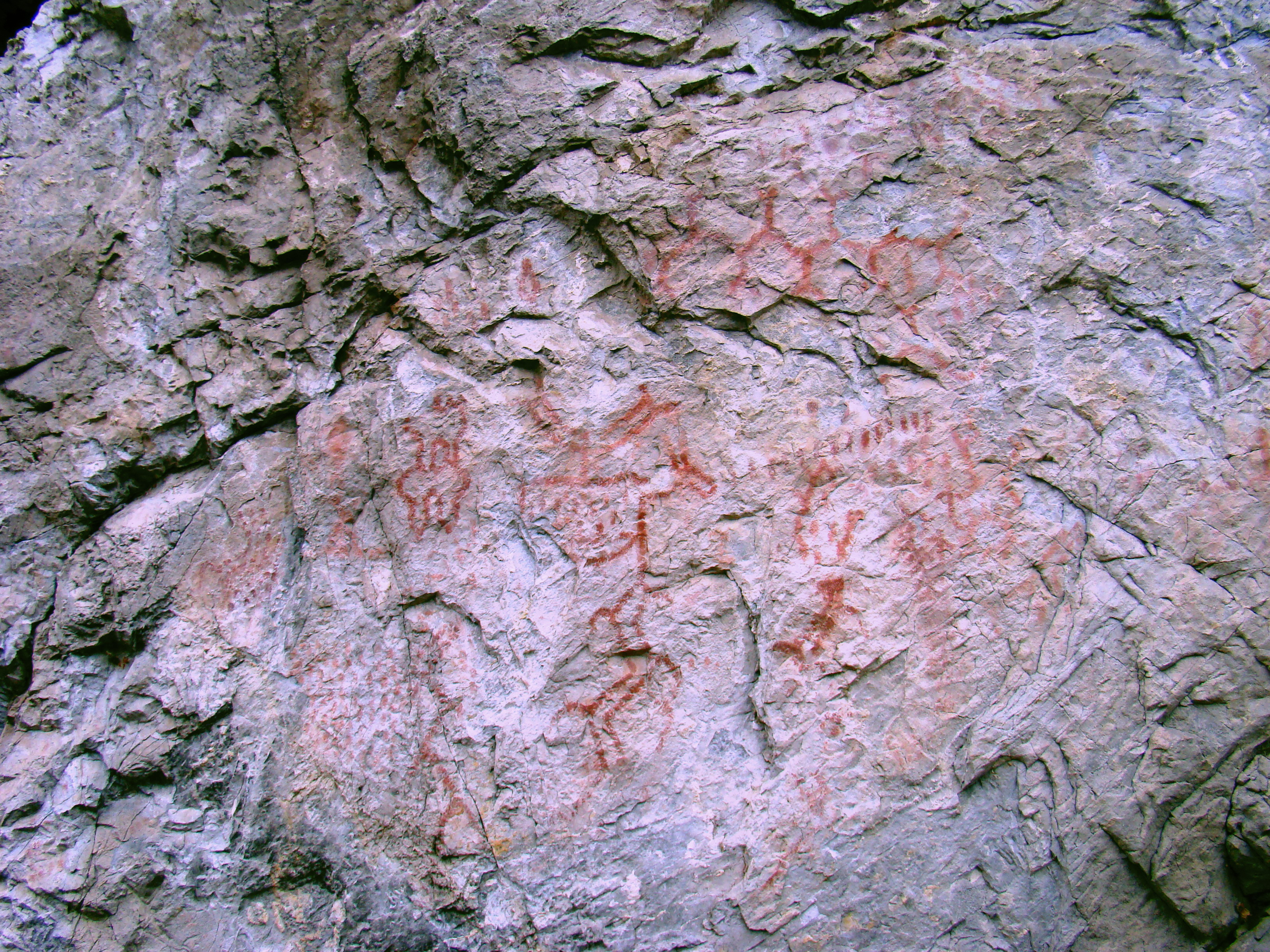
Neyva川のピクトグラム

ウラル・ピクトグラム（露: уральские писаницы、英: Ural pictograms）は、紀元前3000年〜2000年頃の先史時代のウラルのピクトグラムであり、Tagil川、Neyva川、Rezh川、Yurozan川の沿岸沿いに点在している。ピクトグラムの色は恐らく血が混ざった黄土色から薄紫色及び茶色に至るまで異なっている一方、厚さは10〜20ミリメートルの間となっている。ウラル文字の存在は大昔から知られており、1699年にピョートル1世が書記のYakov Losyovに対し現地に向かい正確なコピーを作るよう命じた。ウラル・ピクトグラムは北から南に至る約800キロメートルの範囲に渡って点在している。最北にあるものはKolvaとVishera川で発見されており最南のものはBelaya川で見つかっているが、大半はTagil川沿いで発見されている。

## 特徴
ウラル・ピクトグラムはウラルの先住民族「フィン・ウゴル系民族」と関係があるとされる。ピクトグラムは地上または3メートル以上の高さから描ける人工の高台から指またはいくつかの道具を用いて描かれており、線の厚さは普通は10〜20ミリメートルであるが一部は4〜5センチメートルのものも存在する。ピクトグラムは大抵は南に位置しており、鳥、動物、人間、そして様々な幾何学図形の絵が描かれている。動物の絵は主にヘラジカ、シカ、ノロジカであり、蛇や熊の絵も描かれている一方で鳥は主にアヒルやガチョウといった水鳥が表現されているのが一般的である。また、一部の生物のピクトグラムは内部の臓器を示す骨格が描かれている。
2001年にRezh川で彫刻画が発見されたことで、全てのウラル・ピクトグラムは塗られたものであるという長年の意見の誤りを示した。

## 解釈
『The Rock Images of Ural』(1巻目(1964年)、2巻目(1971年))を出版したロシアの研究者Valeriy Chernetsovによれば、ウラル・ピクトグラムは大抵は狩猟用具を描写したものであるという。しかし、Chernetsovが強調するピクトグラムは現場で魚の絵が発見されていないため漁との直接的な関係性はない。